# Propaganda en folletos aéreos

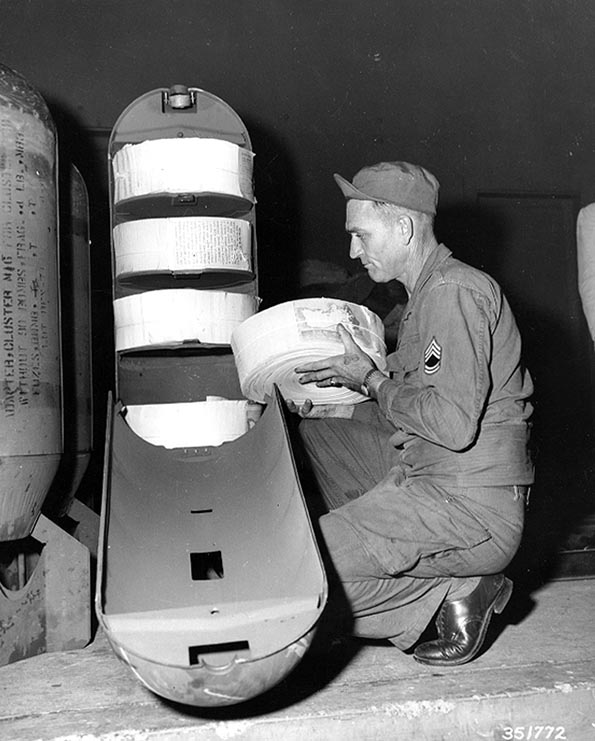
Contenedor de una bomba de racimo M16M1 norteamericana cargado con folletos durante la guerra de Corea en una planta de impresión norteamericana en Japón; el contenedor aloja 22 500 folletos

La propaganda en folletos aéreos (a veces denominada bomba de cartas) es una forma de guerra psicológica en la cual se dejan caer desde el cielo panfletos.
Las fuerzas armadas han utilizado aviones para lanzar folletos para intentar alterar el comportamiento de los combatiente y no combatientes en territorio controlado por el enemigo, a veces conjuntamente con ataques aéreos. Las misiones aéreas humanitarias (lanzamiento de alimentos y/o medicamentos), en cooperación con panfletos de propaganda, pueden volver a la población contra sus líderes mientras los prepara para la llegada de combatientes enemigos.

## Funciones de la propaganda mediante folletos aéreos

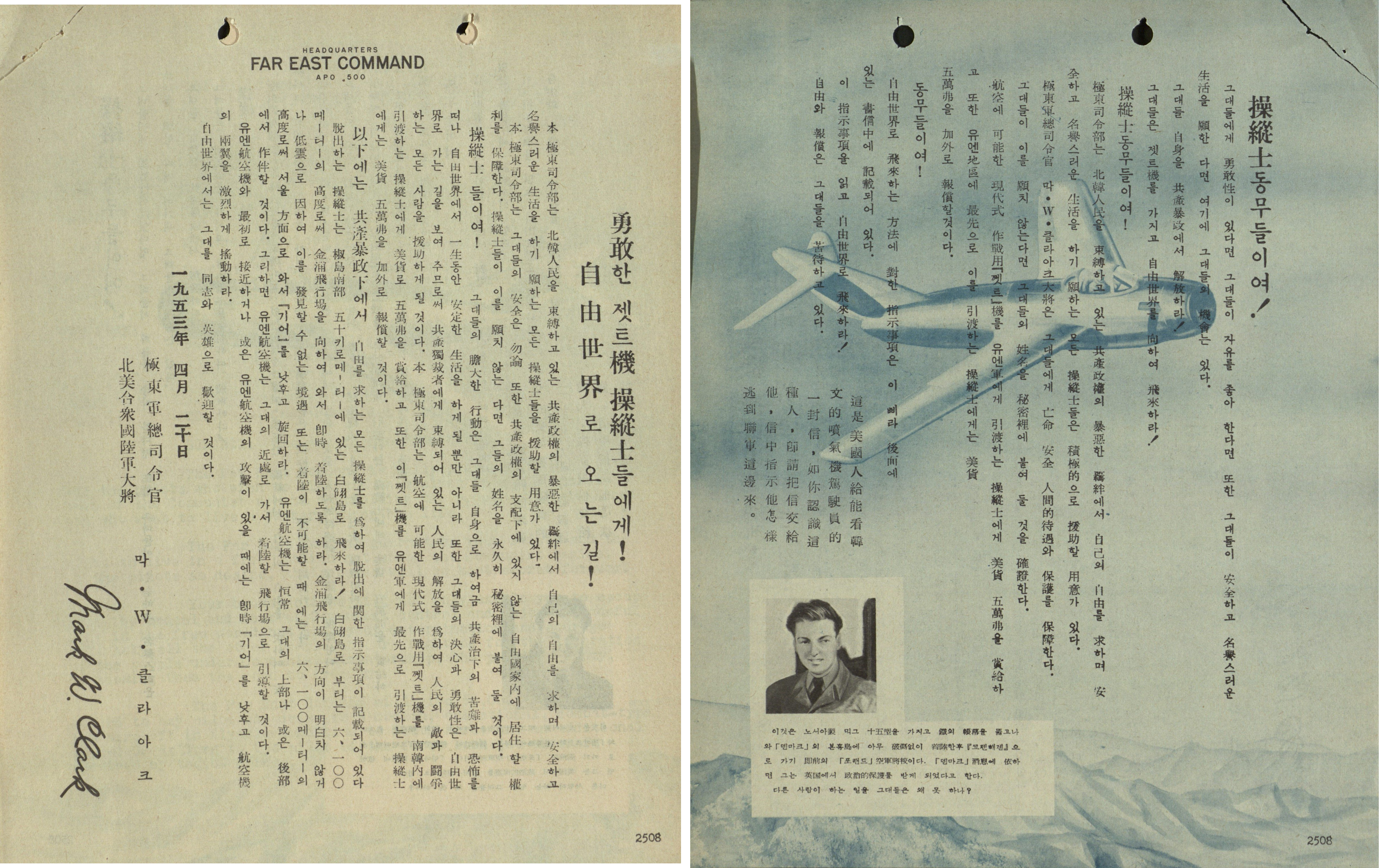
La Operación Moolah de panfletos en 1953 durante la Guerra de Corea. Se prometía una recompensa de cien mil dólares para el primer piloto de Corea del Norte que entregara un MiG-15 soviético a las fuerzas de las Naciones Unidas. Se lanzaron 1,3 millones de panfletos

Hay seis funciones diferentes que persigue la propaganda mediante folletos aéreos que se han utilizado durante el siglo pasado:
Amenaza de destrucción
Advierte a los combatientes enemigos y no combatientes que su área será atacada. Esto tiene el doble propósito de reducir daños colaterales y alentar a los combatientes enemigos y no combatientes (que pueden estar involucrados en la producción en tiempos de guerra) a abandonar sus funciones, reduciendo la efectividad militar del objetivo.
Incitar al enemigo a rendirse
Explicar a los posibles desertores cómo hacer para rendirse.
Ofrecer recompensas
Ofrecer recompensas para alentar a las personas a brindar asistencia o para alentar la deserción.
Difundir o contrarrestar la desinformación
Reducir la moral del enemigo mediante propaganda.
Neutralizar la propaganda enemiga.
Informar a los radioescuchas sobre las frecuencias / horarios de las transmisiones de propaganda y los métodos para eludir interferencias de radio.
Facilitar la comunicación
Crear una atmósfera amistosa con el enemigo promoviendo las ideologías del gotero o para convencer al enemigo de «intenciones nobles».
Brindar asistencia humanitaria
Informar a las personas dónde encontrar alimentos lanzados desde el aire, cómo abrirlos y consumirlos, y cuándo llegan.

## Historia

### Primer uso
Los folletos aéreos se han utilizado con fines de propaganda militar al menos desde el siglo XIX. Un ejemplo temprano es en la guerra franco-prusiana cuando, en octubre de 1870 durante el Sitio de París, un globo francés procedente de la ciudad arrojó proclamas del gobierno sobre las tropas prusianas que declaraban lo siguiente (en alemán):
 París desafía al enemigo. Toda Francia se moviliza. Muerte a los invasores. Necios, ¿siempre lucharemos unos contra otros por el placer y el orgullo de los reyes? La gloria y la conquista son crímenes; la derrota trae odio y deseo de venganza. Solo una guerra es justa y santa; la de independencia.
Propaganda aérea fue distribuida mediante aeroplanos durante la guerra Italo-Turca de 1911–12.

### Primera Guerra Mundial
Los folletos aéreos se utilizaron por primera vez a gran escala durante la Primera Guerra Mundial por todas las partes. Los británicos arrojaron paquetes de folletos sobre las trincheras alemanas que contenían postales de prisioneros de guerra detallando sus condiciones humanas, avisos de rendición y propaganda general contra el Kaiser y los generales alemanes. Al final de la guerra, el MI7b había distribuido casi 26 millones de folletos.
En agosto de 1918, el famoso escritor, poeta y piloto de combate italiano Gabriele D'Annunzio, organizó el Vuelo sobre Viena: una famosa operación de propaganda durante la guerra, liderando 9 aviones Ansaldo SVA en un viaje de ida y vuelta de 1100 km para lanzar 50 000 folletos de propaganda en la capital de los Habsburgo.
Los alemanes comenzaron a disparar contra los pilotos que lanzaban folletos, lo que llevó a los británicos a desarrollar un método alternativo de entrega. A. Fleming inventó el globo no tripulado para lanzar folletos en 1917, y estos se utilizaron ampliamente en la última parte de la guerra, con más de 48 000 unidades producidas. El globo de hidrógeno se desplazaba sobre tierra de nadie para aterrizar en las trincheras enemigas.
Al menos uno de cada siete de estos folletos no fue entregado por los soldados a sus superiores, a pesar de las severas sanciones por ese delito. Incluso el general Hindenburg admitió que «sin sospecharlo, muchos miles consumieron el veneno» y los prisioneros de guerra admitieron estar desilusionados por los folletos de propaganda que describían el uso de las tropas alemanas como simple carne de cañón. En 1915, los británicos comenzaron a lanzar al aire un periódico de folleto regular «Le Courrier de l'Air» para civiles en las zonas de Francia y Bélgica ocupadas por los alemanes.

### Segunda Guerra Mundial

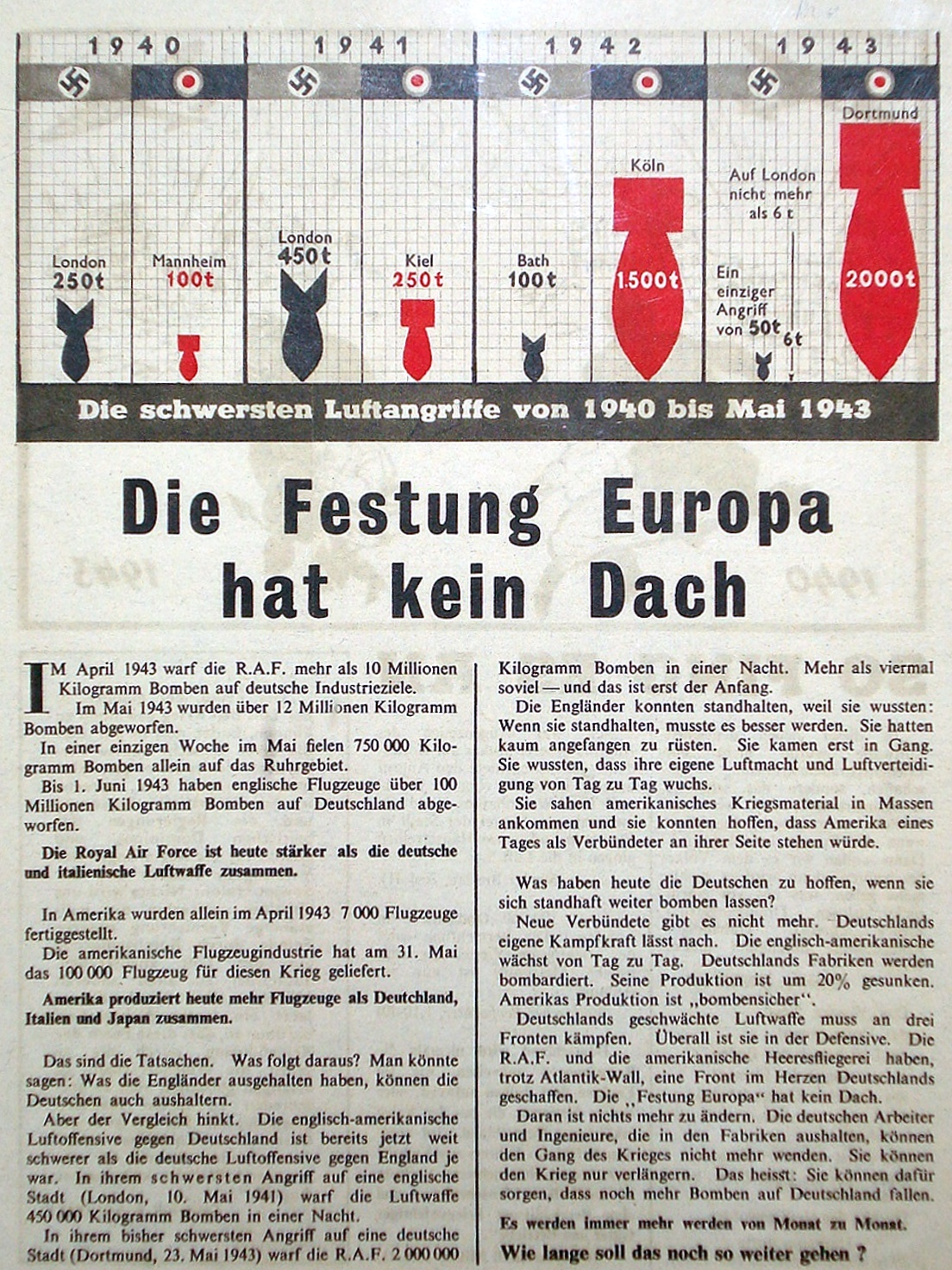
La «Fortaleza de Europa carece de techo» - Folleto de propaganda británico lanzado sobre Alemania en 1943

Tanto las fuerzas de los Aliados como las del Eje utilizaron la distribución de propaganda desde el aire en la Segunda Guerra Mundial, comenzando con un folleto de la Royal Air Force sobre el puerto de Kiel en septiembre de 1939.
La primera propuesta para construir una bomba especial con la que dispersar folletos desde el aire fue presentada por oficiales de la fuerza aérea británica durante la Segunda Guerra Mundial. El modelo de «bomba de folletos» más exitoso de la guerra fue la bomba Monroe, inventada en 1943 por el Capitán James Monroe del 305.º Grupo de Bombardeo  de la USAAF. Se desarrolló a partir de contenedores de papel laminado que se habían utilizado para transportar bombas incendiarias M-17.
Los británicos mejoraron el uso de globos de hidrógeno para llevar folletos por detrás de las líneas alemanas.  Algunas de las bombas voladoras V-1 lanzadas por los alemanes contra el sur de Inglaterra llevaban folletos: estaban contenidos en un tubo de cartón en la cola de un misil. Este era expulsado por una pequeña carga de pólvora mientras la V1 estaba en el aire, en ruta hacia su objetivo.
Los folletos aéreos de los aliados impresos durante la Segunda Guerra Mundial eran «fácticos, en su mayor parte veraces, y servían (o eso se decía) para crear una reputación de confiabilidad tanto al proporcionar información como al refutar los relatos alemanes expliacndo que eran falsos». A menudo, los folletos no alcanzaron los objetivos previstos porque se dejaron caer desde altitudes elevadas y a menudo se desplazaban lanzando su carga sobre lagos y áreas rurales.

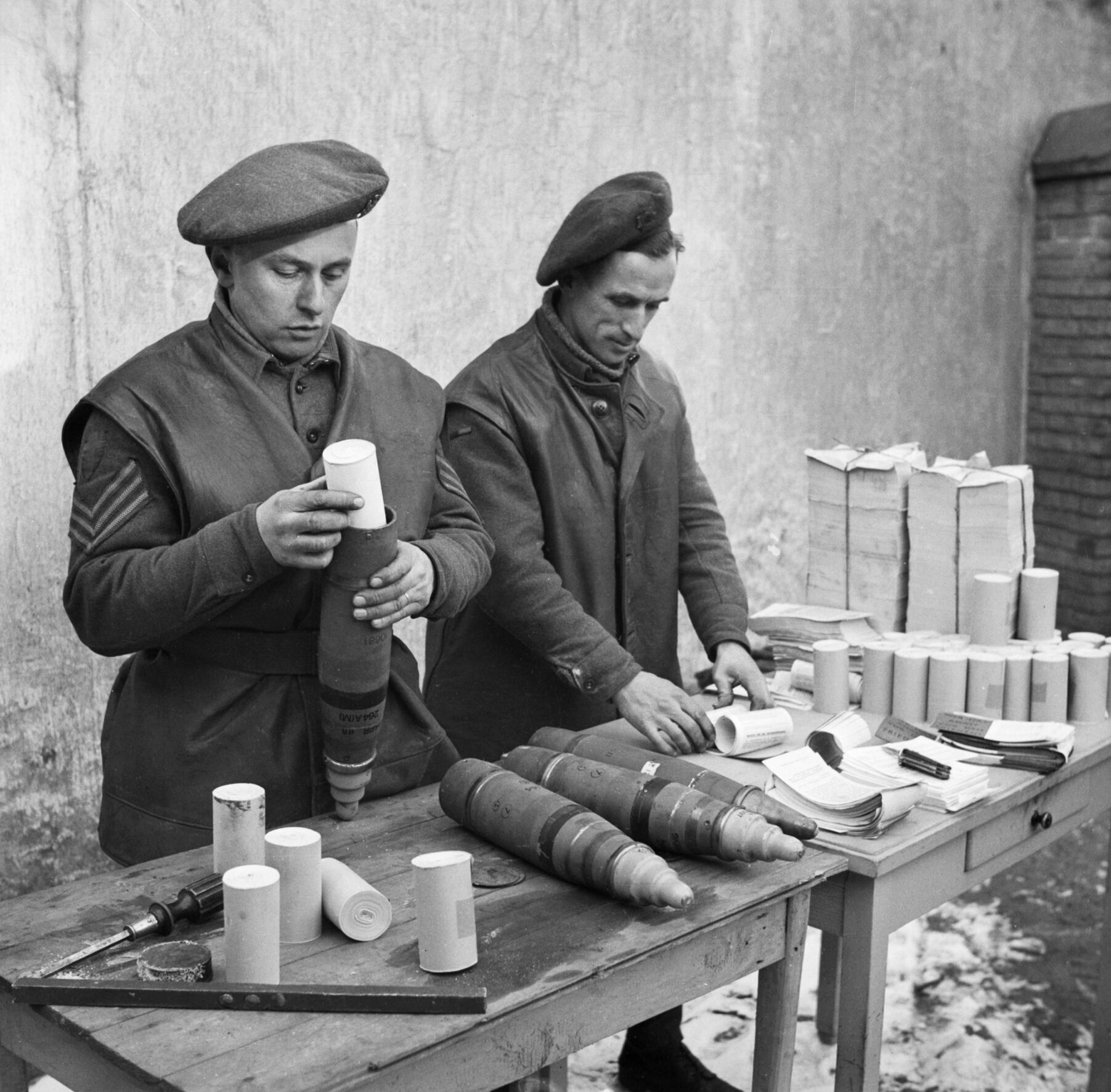
Arilleros británicos preparan vainas con folletos. Roermond, Holanda, enero de 1945

Aunque se consideraba que los folletos eran una táctica eficaz para manipular a las tropas cuando la moral estaba baja, «Durante los primeros meses de la guerra, aviones y globos esparcían volantes o panfletos por todo el territorio enemigo, pero era más que dudoso que tuvieran algún efecto útil, siendo sus defectos obvios eran que pocos pueden haber alcanzado sus objetivos y, que al ser impresos, a veces estaban desactualizados cuando estaban listos para distribuir. La distribución de folletos en primera línea era otra cuestión y estos eran lanzados por aviones o disparados por proyectiles, los mensajes que llevaban eran menos cuidadosos con los principios generales de coherencia y franqueza y solo veraces sobre asuntos sobre los cuales el enemigo tenía información contradictoria». Se encontró que la guerra psicológica no era efectiva cuando se distribuia folletos incitando a la rendición a un enemigo que actualmente tenía una alta moral entre sus tropas. A pesar de la limitación de los folletos aéreos, y su inefectividad sobre los bandos contrarios con alta moral, los enemigos usaron esta táctica «para hacer que los hombres comenzaran a hablar entre ellos sobre su pobre posición militar, su deseo de permanecer con vida por el bien de sus familias y la razonabilidad de una rendición honorable», que a menudo llevó a los hombres a abandonar sus tropas.
Un ejemplo de panfletos alemanes que atrajeron a las tropas estadounidenses fue uno que mostraba un beso apasionado entre un hombre y una mujer. El folleto decía: «DESPEDIDA ¿Recuerdas su último beso; ...? ¡Caramba, estabas feliz entonces; ...! Juntos, pasaron momentos maravillosos; ..., descansando en las playas; ..., bailando, disfrutando de las fiestas en abundancia. .., escuchando las melodías de tu banda favorita; ...». El reverso del folleto le recuerda al soldado que su ser querido lo añora y que la mayoría de los hombres con los que había venido ahora están muertos. En comparación, un folleto de los Aliados simplemente mostraba una imagen de un gran campo abierto con miles de tumbas alemanas.
James AC Brown, un psiquiatra escocés, resumió la experiencia de la Segunda Guerra Mundial con la observación de que "la propaganda solo tiene éxito cuando se dirige a aquellos que están dispuestos a escuchar, absorber la información y, si es posible, actuar en consecuencia, y esto sucede solo cuando el otro lado está en una condición de moral baja y ya está perdiendo la campaña."
Antes de que comenzara el despliegue exclusivo del B-29 en el Frente del Pacífico, la USAAF inició una campaña de desinformación a través de folletos sobre el Tercer Reich a principios de 1944 que insinuaban que era probable que aparecieran grandes bombarderos estadounidenses sobre Alemania en el futuro. En parte junto con el uso de YB-29-BW 41-36393, el llamado Hobo Queen, uno de los aviones de prueba de servicio que voló alrededor de varios aeródromos británicos a principios de 1944, en idioma alemán de cuatro páginas.  Sternenbanner  - folletos de propaganda publicados en Estados Unidos que mencionan una "batalla de aniquilación contra la Luftwaffe" (Vernichtungsschlacht gegen die Luftwaffe), fechados el día del año bisiesto en 1944, se dejaron caer sobre el Reich, con la intención  de engañar a los alemanes a creer que el B-29 sería desplegado en Europa.

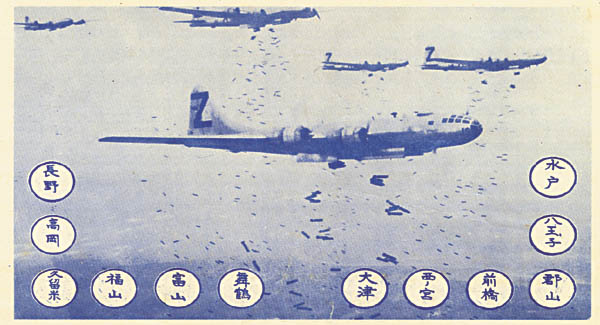
Anverso del "Folleto de bombardeo Curtis LeMay" de 1945 alertando a los civiles japoneses que evacuen las ciudades.

La USAAF también utilizó folletos sobre Japón durante la Guerra del Pacífico. A mediados de 1945 se hizo evidente que los bombarderos B-29 de la USAAF estaban atacando las ciudades de Japón sin encontrar una resistencia significativa. El comandante general Curtis LeMay, del Comando XXI de Bombarderos, parte de la Vigésima Fuerza Aérea, ordenó en consecuencia el lanzamiento de folletos con la esperanza de reducir la matanza innecesaria de personas inocentes. Uno de los folletos que se lanzó sobre las ciudades seleccionadas de Japón, en el dorso tenía el siguiente texto:

Lea esto con atención, ya que puede salvar su vida o la vida de un familiar o amigo. En los próximos días, algunas o todas las ciudades nombradas en el reverso serán destruidas por bombas estadounidenses. Estas ciudades contienen instalaciones militares y talleres o fábricas, que producen bienes militares. Estamos decididos a destruir todas las herramientas de la camarilla militar que están utilizando para prolongar esta guerra inútil. Desafortunadamente, las bombas no tienen ojos. Entonces, de acuerdo con las conocidas políticas humanitarias de Estados Unidos, la Fuerza Aérea Estadounidense, que no desea herir a personas inocentes, ahora les advierte que deben evacuar las ciudades mencionadas y salvar sus vidas.
Estados Unidos no está luchando contra el pueblo japonés, sino contra la camarilla militar, que ha esclavizado al pueblo japonés. La paz, que traerá Estados Unidos, liberará al pueblo de la opresión de la camarilla militar japonesa y significará el surgimiento de un Japón nuevo y mejor.
Puede restaurar la paz exigiendo nuevos y mejores líderes que pongan fin a la guerra.
No podemos prometer que solo estas ciudades estarán entre las atacadas, pero algunas o todas lo estarán, así que preste atención a esta advertencia y evacue estas ciudades de inmediato.

Se estima que los B-29s lanzaron 10 millones de panfletos de propaganda en mayo, 20 millones en junio y 30 millones en julio. El gobierno japonés dispuso de duros castigos para los civiles que guardaron copias de estos panfletos.

### Después de la Segunda Guerra Mundial
Aunque la propaganda de folletos ha sido un "arma" eficaz, su uso ha ido disminuyendo. Esta disminución es el resultado del avance de la tecnología de satélite, televisión y radio. Se lanzaron seis mil millones de folletos en Europa Occidental y 40 millones de folletos arrojados por las Fuerzas Aéreas del Ejército de los Estados Unidos sobre Japón en 1945 durante la Segunda Guerra Mundial. Se utilizaron mil millones durante la guerra de Corea, mientras que solo 31 millones se han utilizado en la guerra contra Irak. Otros conflictos en los que se ha utilizado propaganda de folletos son Vietnam, Afganistán (tanto durante las invasiones soviéticas como las más recientes de la OTAN) y la Guerra del Golfo. Las fuerzas de la coalición lanzaron panfletos alentando a las tropas iraquíes a no luchar durante la primera Guerra del Golfo, lo que contribuyó a que ochenta y siete mil soldados iraquíes se rindieran en 1991. También se utilizó propaganda de panfletos en Siria para disuadir a posibles reclutas de ISIS de unirse en 2015.